# 神州牡丹园
神州牡丹园位于河南省洛阳市老城以东12公里处的白马寺对面，神州牡丹园占地总面积约600亩，建筑风格为唐代风格，园内栽培国内外优质牡丹品种达1021个。神州牡丹园分为牡丹文化区、牡丹精品观赏区、高科技四季牡丹展示区、牡丹休闲观赏区和商品牡丹综合区共5个景区。